# Женская королевская битва WrestleMania

[[File:WWE Logo.svg|right|thumb|200px|
Женская Королевская битва WrestleMania (англ. WrestleMania Women's Battle Royal) — начиная с 2018 года, ежегодная женская королевская битва проводимая на Рестлмании американским рестлинг-промоушеном WWE Первая королевская битва состоялось в рамках Kick-Off на Рестлмании 34. Победитель матча получает женский трофей WrestleMania.
Первоначально матч назвали Королевская битва за Мемориальный трофей Невероятной Мулы (англ. The Fabulous Moolah Memorial Battle Royal) в честь Невероятной Мулы, как пионеру и начинателю женского рестлинга, а также самой продолжительной чемпионки в истории. Однако позже имя Мулы было исключено из названия трофея, а сам он впоследствии переименован в WrestleMania, а также переработан в золотой кубок с кисточками на основании, из-за негативной реакции болельщиков и споров вокруг прошлого Мулы.
Поединок являются женским аналогом Королевской битва за Мемориальный трофей Андре Гиганта (англ. Andre the Giant Memorial Battle Royal), который разыгрывается начиная с Рестлмании XXX
29 марта 2019 года было объявлено, что Женская Королевская битва WrestleMania вновь состоится на Рестлмании 35, таким образом женская битва так же стало ежегодной.
На Данный Момент это сражение не проводиться в связи с COVID-19, и других событий в компании

## История

### WrestleMania 34
12 марта 2018 года на эпизоде Raw WWE учредили Королевскую битву за Мемориальный трофей Невероятной Мулы в честь Невероятной Мулы, матч состоится на Рестлмании 34 8 апреля, а победитель получит Мемориальный трофей (сделанный по подобию Мулы). После разногласий по поводу решения почтить Мулу, WWE изменила название матча на Женская Королевская битва WrestleMania. В первой битве победила Наоми, выбив из матча последнюю участницу Бэйли.

### Wrestlemania 35
На Рестлмании 35 в рамках Kick-Off состоялась вторая ежегодное королевская битва, за трофей WrestleMania, в которой Кармелла стала победителем, выбив последнюю участницу Сару Логан.

## Победители Королевской битвы
| Победитель | Победитель | Дата проведения | Место выигрыша                 | WrestleMania | Количество участников | Последний устранённый |
| ---------- | ---------- | --------------- | ------------------------------ | ------------ | --------------------- | --------------------- |
|            | Наоми      | 8 апреля 2018   | Новый Орлеан, Луизиана, США    | 34           | 20                    | Бэйли                 |
|            | Кармелла   | 7 апреля 2019   | Ист-Ратерфорд, Нью-Джерси, США | 35           | 17                    | Сара Логан            |

## Участницы Королевской битвы
| Аска           |          | ✔        |
| Бэйли          | ✔        |          |
| Бекки Линч     | ✔        |          |
| Бьянка Блер    | ✔        |          |
| Кэндис ЛеРей   |          | ✔        |
| Кармелла       | ✔        | Победила |
| Дакота Кай     | ✔        |          |
| Дана Брук      | ✔        | ✔        |
| Эмбер Мун      |          | ✔        |
| Каири Сэйн     | ✔        | ✔        |
| Кавита Деви    | ✔        |          |
| Лана           | ✔        | ✔        |
| Лив Морган     | ✔        | ✔        |
| Мэнди Роуз     | ✔        | ✔        |
| Мария Канеллис |          | ✔        |
| Микки Джеймс   | ✔        | ✔        |
| Наоми          | Победила | ✔        |
| Наталья        | ✔        |          |
| Никки Кросс    |          | ✔        |
| Пейтон Ройс    | ✔        |          |
| Руби Райот     | ✔        | ✔        |
| Сара Логан     | ✔        | ✔        |
| Саша Бэнкс     | ✔        |          |
| Соня Девиль    | ✔        | ✔        |
| Тайнара Конти  | ✔        |          |
| Зелина Вега    |          | ✔        |

† На данный момент 11 девушек участвовали в обоих битвах

## Рекорды и статистика
| Рестлер    | Количество устранённых | WrestleMania |
| ---------- | ---------------------- | ------------ |
| Бэйли      | 5                      | 34           |
| Саша Бэнкс | 5                      | 34           |
| Аска       | 4                      | 35           |
| Сара Логан | 3                      | 34 и 35      |
| Руби Райот | 3                      | 34           |

| Рестлер     | Количество устранённых | Участия в Рестлманиях |
| ----------- | ---------------------- | --------------------- |
| Сара Логан  | 6                      | 2                     |
| Бэйли       | 5                      | 1                     |
| Саша Бэнкс  | 5                      | 1                     |
| Соня Девиль | 4                      | 2                     |
| Руби Райот  | 4                      | 2                     |

## Споры по поводу названия
}}
Решение провести королевскую битву в честь Невероятной Мулы вызвало негодование фанатов..
Туфаэль Ахмед из Newsweek написал, что Мула «не совсем оплот женского подражания, которое WWE пытаются представить». C "годами обвинений" в том, что она "монополизировала женский рестлинг в Северной Америке", взяв большой процент зарплаты других рестлеров и "сексуально эксплуатировала женщин под её наставничеством" становится только больше.
Джейсон Пауэлл, из Pro Wrestling Dot Net, раскритиковал такой шаг, поскольку он "точно не согласуется с тем, что WWE хотят видеть в женском дивизионе".
Дэвид Биксенспан из Deadspin отметил, что, с учетом предполагаемых злоупотребления Мулой, фанаты были особенно недовольны действиями персонала WWE, представляющих Мулу как "первопроходца в рестлинге у женщин. WWE также продвигали Мулу как «бросившую вызов гендерным нормам некогда мужского спорта», но Биксенспан описал, что Мула выступая и обучая своих учеников «в своём стиле с достаточно низким уровнем». Так же она отрицала женский рестлинг и отводила ему второстепенное место, нежели то, каким он был «в предыдущую эпоху.
Безумная Максин, рестлер, которую тренировала Мула, прокомментировала, что Мула была самым «чудовищным» человеком, которого она когда-либо встречала, и что рестлинг должен привлекать к себе а не отталкивать. И вы не можете привлечь больше внимания, назначая матчи в честь Мулы.
12 марта в интернете на сайте Change.org появилась петиция, требующая от WWE сменить название своей предстоящей королевской битвы, петиция, приблизилась к цели в 10 000 подписей. Изначально WWE отреагировала отключением раздела комментариев на своем видео на YouTube, в котором было объявлено о королевской битве посвящённой Муле.
Позже Snickers, главный спонсор Рестлмании 34, назвал решение почтить Мулу «неприемлемым» и сказал, что они ведут переговоры с WWE и выражают данному решению протест». В итоге под давлением 14 марта WWE переименовала матч на «Женская Королевская битва WrestleMania (англ. WrestleMania Women's Battle Royal)», удалив имя Мулы из этого мероприятия.

### Комментарии
1. ↑  На данный момент 11 девушек участвовали в обоих битвах Кармелла, Дана Брук, Каири Сэйн, Лана, Лив Морган, Мэнди Роуз, Микки Джеймс, Наоми, Руби Райот, Сара Логан и Соня Девиль